# Таунер (Северна Дакота)
Таунер (енгл. Towner) град је у америчкој савезној држави Северна Дакота.

## Демографија
По попису из 2010. године број становника је 533, што је 41 (-7,1%) становника мање него 2000. године.
| Група             | 2000.       | 2010.       |
| Белци             | 558 (97,2%) | 491 (92,1%) |
| Афроамериканци    | 2 (0,3%)    | 0 (0,0%)    |
| Азијати           | 0 (0,0%)    | 0 (0,0%)    |
| Хиспаноамериканци | 5 (0,9%)    | 28 (5,3%)   |
| Укупно            | 574         | 533         |